# Avelino Lopes
Avelino Lopes is een gemeente in de Braziliaanse deelstaat Piauí. De gemeente telt 12.039 inwoners (schatting 2009).